# 틸란 블롱도
틸란 블롱도(Thylane Blondeau, 2001년 4월 5일 ~ )는 프랑스의 모델, 배우이다. 아버지는 축구 선수 파트리크 블롱도, 어머니는 배우 겸 텔레비전 사회자인 베로니카 루브리이다. 4살 때부터 모델 활동을 했으며, 디자이너 장 폴 고티에의 런웨이 무대에 서기도 했다.